# Blätter für die Kunst

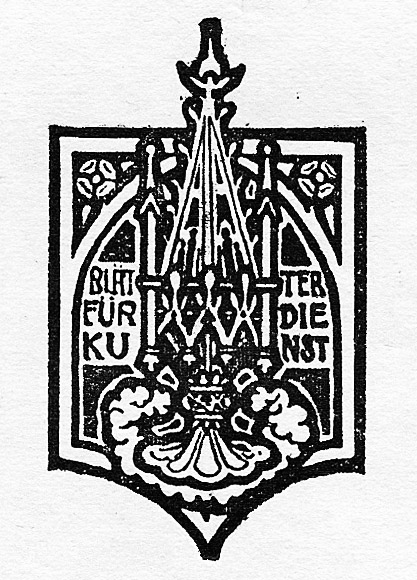
Signum der Blätter für die Kunst, gestaltet von Melchior Lechter

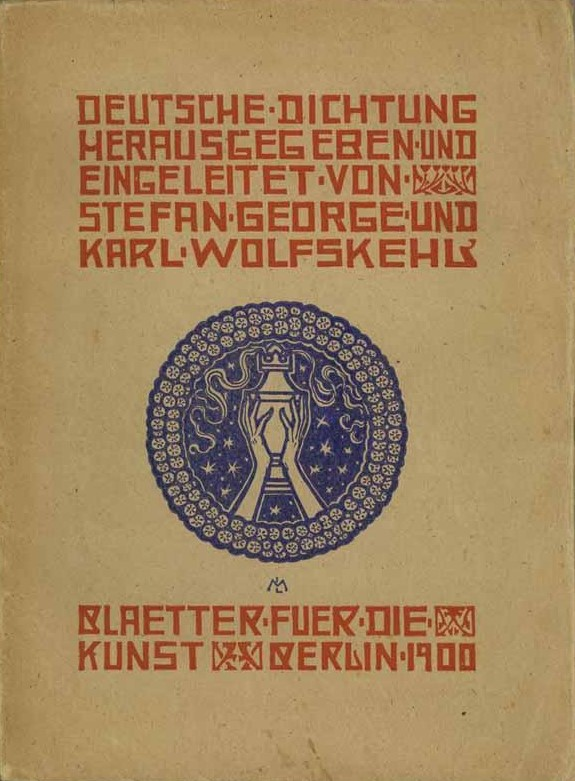
Erschienen 1900 in 403 Exemplaren. Thema: Jean Paul. Ein Stundenbuch für seine Verehrer. Umschlag von Melchior Lechter

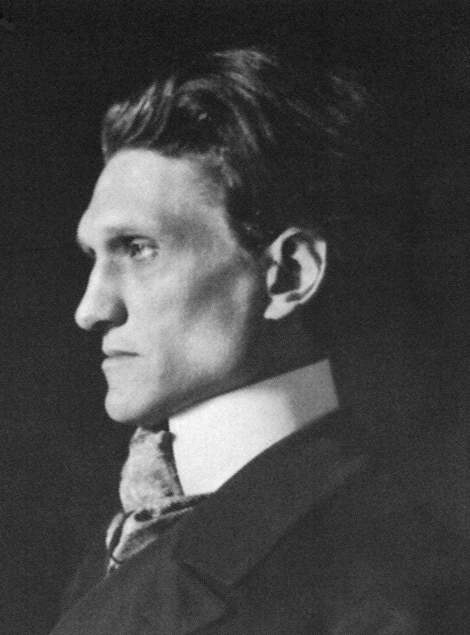
Stefan George, Fotografie von Jacob Hilsdorf, um 1910

Blätter für die Kunst war eine Literaturzeitschrift, die 1892 von Stefan George gegründet und von Carl August Klein herausgegeben wurde. Zunächst verfolgte sie die ästhetische Programmatik einer „kunst für die kunst“ (l’art pour l’art), die sie einem bewusst begrenzten Leserkreis vermitteln wollte.
Die Blätter erschienen bis 1919 im Privatdruck (d. h. im sogenannten Verlag der Blätter für die Kunst, gedruckt bei Otto von Holten) in unregelmäßigen Abständen mit insgesamt zwölf Folgen von jeweils fünf Heften mit 32 Seiten, einige davon als Doppelausgabe. Die Auflage stieg von anfangs 100 auf 2000 Exemplare. Die ersten Ausgaben lagen nur in drei ausgewählten Buchhandlungen in Berlin, Wien und Paris aus. Bis zu ihrem Ende war die Zeitschrift das zentrale Publikationsorgan Stefan Georges und seiner Freunde.
Schon seit der ersten Ausgabe 1892 wurde auf dem Titelblatt die Exklusivität hervorgehoben durch den Satz „Diese zeitschrift im verlag des herausgebers hat einen geschlossenen von den mitgliedern geladenen leserkreis.“ George gelang es schon kurz nach der Gründung, einige – meist noch unbekannte – zeitgenössische Dichter für die Zeitschrift zu gewinnen. Das größte literarische Gewicht hatten neben den Beiträgen Georges diejenigen Hugo von Hofmannsthals, der jedoch in einem schwierigen Verhältnis zu George stand. Weitere Mitarbeiter der Anfangszeit waren Dichter wie Richard Perls, deren Werke kaum größere Verbreitung fanden und heute vergessen sind. George lernte auch ausländische Dichter wie den Belgier Paul Gérardy, den Niederländer Albert Verwey und den Polen Wacław Rolicz-Lieder kennen, die in der Folge ebenfalls in den Blättern veröffentlichten. Literarisch orientierte sich die Zeitschrift in den 1890er Jahren zumeist am französischen Symbolismus und an dessen Verständnis der Kunst als autonomem Raum (l’art pour l’art). Mit Melchior Lechter, der die Veröffentlichungen der Blätter buchkünstlerisch gestaltete, und vor allem Karl Wolfskehl bekam die Zeitschrift schließlich weitere bedeutende Stützen, zumal Hofmannsthal sich zunehmend zurückzog. Publizisten und Intellektuelle wie Oscar A. H. Schmitz oder Ludwig Klages veröffentlichten in den Blättern. Durch Klages und Wolfskehl wurde die Zeitschrift um 1900 auch zu einem literarischen Sprachrohr des Münchner Kosmiker-Kreises.
Eine Wende in der Geschichte der Blätter für die Kunst bedeutete Georges Bekanntschaft mit Friedrich Gundolf 1899, der Tod Maximilian Kronbergers 1904 und die sogenannte „Kosmiker-Krise“ um 1903. Diese Ereignisse markieren den Übergang eines relativ lockeren Dichterkreises um George und die Blätter zum George-Kreis aus dem „Meister“ meist bedingungslos ergebenen Jüngern.
Die Blätter wurden nun zum literarisch-intellektuellen Sprachrohr des Kreises, bedeutende Kreis-Schriften wie Friedrich Wolters’ Herrschaft und Dienst erschienen meist dort zuerst. Mit der 9. Folge von 1910 trat eine Pause ein, die zunächst 1910 bis 1912 durch das Jahrbuch für die geistige Bewegung überbrückt wurde. Während des Ersten Weltkriegs erschienen ebenfalls keine Blätter für die Kunst, die letzte Folge erschien 1919.

## Kreis der Blätter für die Kunst
Dem „Kreis der Blätter für die Kunst“ wurde jeder zugerechnet, der die Zeitschrift bezog und zu diesem Zweck auf einer Liste vermerkt war. Ein aktiver Beitrag war mit der „Mitgliedschaft“ in diesem Kreis nicht verbunden. Ihm gehörten Mitglieder aus den USA, aus Deutschland, England, Frankreich, den Niederlanden, aus Italien, Japan, Österreich, Rumänien, der Schweiz, der Türkei und aus Ungarn an, darunter waren 33 Frauen.
Bekannte Bezieher der „Blätter für die Kunst“ waren:
- Belgien: Paul Gérardy
- Deutschland: Max Dessoir, Louise Dumont, Karl von Großheim, Max Herrmann, Bess Brenck-Kalischer, Marianne Plehn, Oskar Walzel, August Endell, Georg Swarzenski, Conrad Ansorge, Reinhold Lepsius, Georg Simmel, Berthold Litzmann, Ferdinand Avenarius, Heinrich Simon, Botho Graef, Oskar Kohnstamm, Elsa Asenijeff, Max Klinger, Emil Geyer, Karl Bauer, Walter Braunfels, Hugo Bruckmann, Franz Dülberg, Friedrich von der Leyen, Arthur Salz, Karl Wolfskehl, Kurt Breysig, Ludwig von Hofmann, Ernst Hardt, Ludwig Thormaehlen
- Frankreich: Charles Du Bos
- Niederlande: Jan Toorop, Albert Verwey
- Polen: Wacław Rolicz-Lieder
- Österreich: Richard Beer-Hofmann, Hugo von Hofmannsthal, Josef Redlich, Richard von Schaukal, Wilhelm von Wymetal
- Rumänien: Dimitrie Alexandru Sturdza
- Schweiz: Robert Boehringer, Karl Joël, Richard Mondt

Zu unterscheiden von dem weiten Kreis der genannten Beziehern der "Blätter für die Kunst" waren im engeren Sinn die Beiträger der Zeitschrift bzw. die Autoren, deren Werke mit Stefan Georges Konzession in seinem "Verlag der Blätter für die Kunst" erschienen.